# Pachino
Pachino é uma comuna italiana da região da Sicília, província de Siracusa, com cerca de 21 048 habitantes. Estende-se por uma área de 50,47 km², tendo uma densidade populacional de 421 hab/km². Faz fronteira com Ispica (RG), Noto, Portopalo di Capo Passero.

## Demografia
| Variação demográfica do município entre 1861 e 2011                               |
|                                                                                   |
| Fonte: Istituto Nazionale di Statistica (ISTAT) - Elaboração gráfica da Wikipedia |